# 吟遊戯曲BlackBard
『吟遊戯曲BlackBard』（ぎんゆうぎきょくブラックバルド）は、漣一弥による日本の漫画作品。『月刊コミックジーン』（メディアファクトリー）で、2011年7月号に読み切り作品が掲載され、同年8月号から2012年12月号まで連載された。単行本は全3巻。

## 概要
類稀なる美声を持つ吟遊詩人の冒険を描いたファンタジー漫画。作者の漣が読切漫画『BlackBard』で、第4回MFコミック大賞を受賞。『月刊コミックジーン』2011年7月号に掲載された後、同誌2011年8月号から『吟遊戯曲BlackBard』と改題して連載を開始した。また、第2話から番外編『小劇場』が連載されている。

## あらすじ
巷で噂の吟遊詩人・“黒い吟遊詩人”ことブラックバルド。彼の美声を一度聴けばその歌声に酔いしれない者はいないと言われている。物語は、そんな彼の冒険を描いたファンタジーである。

## 登場人物

### 主要人物
ブラックバルド
本作の主人公。誕生日：9月6日、血液型：AB型。身長：175センチメートル、体重：57キログラム（『コミックジーン』2012年6月号より）。類稀なる美声と幻想の詩で、周囲を魅了する吟遊詩人。黒づくめの服装とオッドアイが特徴。演奏楽器は、竪琴。クールで天邪鬼な性格。面白そうなことには、たとえ危険であっても首を突っ込む。反面、孤独を愛し、仲間の存在を不要としている。古の大帝国・クリムゾンに関する情報を求めて旅をしている。実は、鷹の悪魔であり、羽を生やして空を飛ぶことも出来る。
スノウスノウ
本作のヒロイン。読み切り編に登場。雪国育ちの狩人の少女。狩猟と釣りが得意。野性的で好奇心旺盛だが、天然ボケなところがある。育った環境下から、世間知らずで文字が読めず、お金の存在も知らなかった。ブラックバルドを恩人と慕っている。
アポロ
魔女王の国で出会った、魔術師の少年。自称：大魔法使い。だが、実際は魔法をロクに使えない上に、大言壮語で生意気な口を叩くため、「バーキングドッグ（吠える犬）」の蔑称を持つ。基本的に明朗快活だが、魔法が使えないことにコンプレックスを抱いている。番外編『小劇場』では、彼のその後の様子が描かれている。
ウィンディ
旅商人のワイルドマン。ブラックバルドとの付き合いは長く、彼の過去も知っているが、仲は良くない模様。守護奴で、贋物を売ることもある。一人称は「アッシ」。口癖は「…ッス」。座右の銘は「NO MONEY NO LIFE!」

### マーチ・バニー商会
マーチ・マッド・ヘッド
『MB商会』会長。通称：会長（ヘッド）。
巷で噂のブラックバルドの名声を利用しようと企んでいるが、その目的と正体は、一切不明。普段は穏やかだが、怒ると凶暴な獣の姿に変身する。
ドーマウス
会長秘書。会長の右腕。有能で眉目秀麗だが、かなりの毒舌家で上司にも容赦がない。但し、会長には忠実に従う。悪魔の血・絶命の警報（デッドアラーム）という特殊能力を持つ。
チェシャー・チェリーブロッサム・フロント
副会長。通称：副会長（チェシャー）。いつもペットのフラミンゴ・フラミーを連れている。悪魔の血・招き猫（フォーチュンキャット）という特殊能力を持つ。
モック・タートル
道化師。スプーン型のステッキと「HUHU」笑い声が特徴。
無邪気さとヒステリー性を併せ持つ。頭を使う事は苦手らしい。
悪魔の血・悪夢の劇場(ナイトメアショー)という、幻覚を見せる特殊能力を持つ。 正体は、偽海亀。

## 用語
クリムゾン
古の大帝国。かつては、圧倒的な戦力で「無敵帝国」と呼ばれていたが、何らかの原因で突如国ごと消え去ってしまったとされる。ブラックバルドは、このクリムゾンの情報を求めて旅をしている。
ワイルドマン
半人半獣の種族。獣のウィンディは、この種族である。
マーチバニー商会
略称：MB商会。世界的に有名な大企業。マーチ・マッド・ヘッドが会長を務める。

## 書誌情報
- 漣一弥『吟遊戯曲BlackBard』メディアファクトリー〈MFコミックス ジーンシリーズ〉、全3巻
  1. 2011年12月27日発売[3]、ISBN 978-4-8401-4091-1
  2. 2012年5月26日発売[4]、ISBN 978-4-8401-4478-0
  3. 2012年12月27日発売[5]、ISBN 978-4-8401-4779-8